# Садыково (Кулицкое сельское поселение)
Садыково — деревня в Калининском районе Тверской области, входит в состав Кулицкого сельского поселения. 

## География
Деревня расположена на берегу водохранилища на речке Чернавка (приток Кавы) в 5 км на север от центра поселения посёлка Кулицкая и в 25 км на север от Твери.

## История

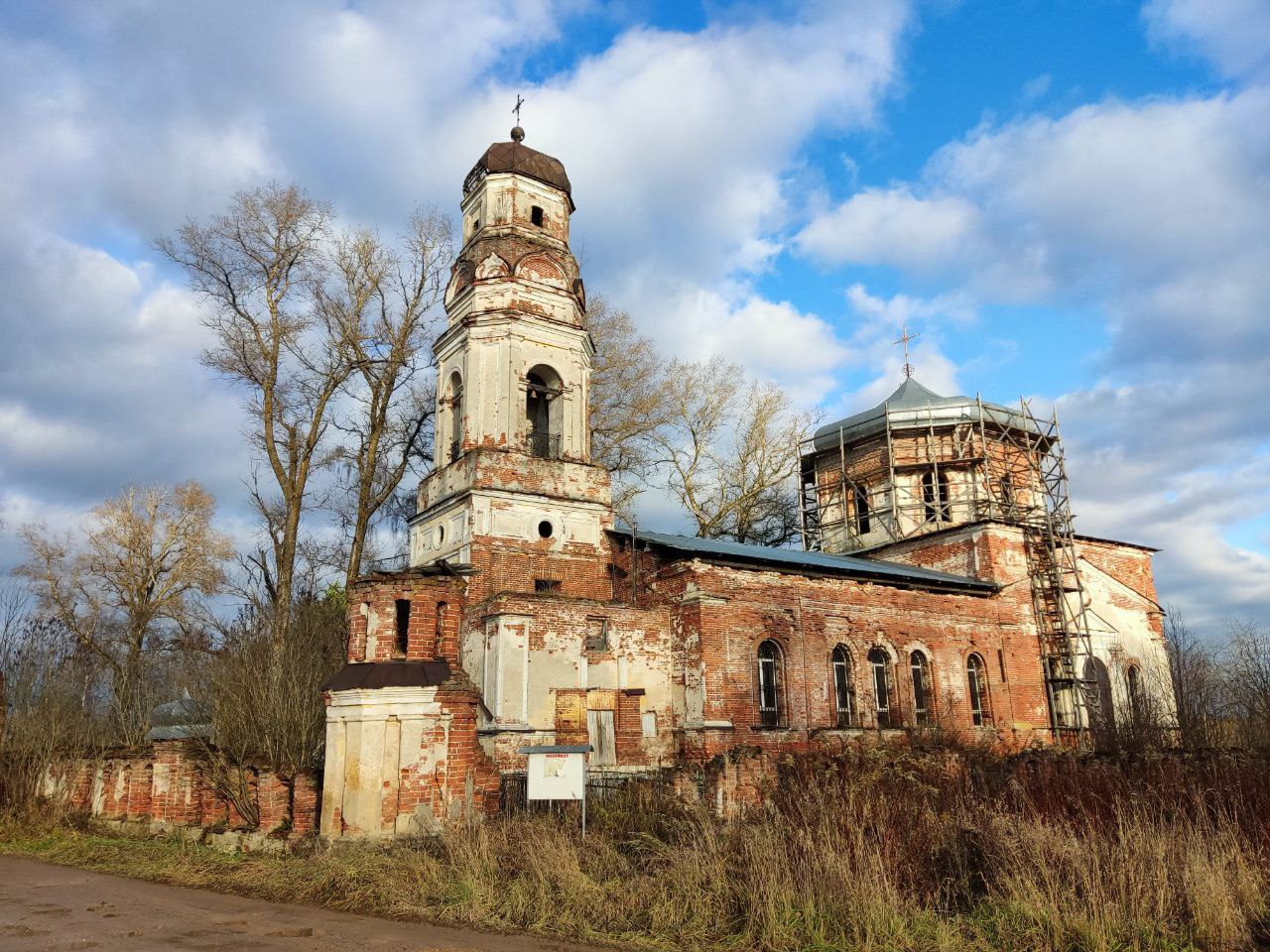
Церковь Успения Пресвятой Богородицы в Садыкове

В 1767—1773 годах по заказу вотчинника секунд-майора А. Ф. Аксакова в селе была построена деревянная Успенская церковь рядом с древним храмом того же посвящения, вскоре, очевидно, разобранным. Каменная Успенская церковь сооружена архитектором К. К. Гельбигом на средства прихожан в 1860—1875 годах на основе одного из образцовых проектов К.А. Тона, а деревянная церковь сгорела в 1861 году.
В конце XIX — начале XX века село входило в состав Первитинской волости Тверского уезда Тверской губернии. 
С 1929 года деревня входила в состав Давыдовского сельсовета Тверского района Тверского округа Московской области, с 1935 года — в составе Калининской области, с 2005 года — в составе Кулицкого сельского поселения.

## Население
| 1859 | 2002 | 2010 |
| ---- | ---- | ---- |
| 18   | ↘1   | →1   |

## Достопримечательности
В деревне расположена недействующая Церковь Успения Пресвятой Богородицы (1875).